# 太昭縣
太昭縣，屬西康省，清朝宣統二年（1910年）五月設治，位於金沙江以西，在北經二十三度東緯三十度一謄。距鹿馬嶺左之麓，中跨尼羊河，其形勢東西長南北狹，如一勾鐮，全縣面積共32280方里。其疆域北至常多，與嘉黎縣界，東以桑布碩松山，與工布底穆宗界，南至絨吉，以雅魯藏布江與西藏奈布城界，西以鹿馬嶺，與西藏墨竹工卡界。約今工布江达縣附近。
治所居尼羊河、布球河之間，地方平原，就以前官寨改為縣署。無城郭，以前為市。南騎布球河一橋，名三星橋。北騎尼羊河一橋。名甲桑橋，南北一街，人民八十餘戶，環繞而居，形勢廣闊，為入藏要道，舊置炮碉數座，為一重鎮。

## 沿革[1]
原名江達，原為工布所轄之地。工布原名公渡，自立部落，不屬藏管，明代有止貢巴族人名金剛稱。受元世祖誥封為甲達萬戶長，甲達即江達。再傳名金剛寶，自稱為金剛王，藏王仍以萬戶長授之，所轄為底穆宗城、工布拉所可城、工布希噶城、工布竹母城，數傳分為二支，其長支名大貢巴，駐紮底穆宗城，二支名小貢巴，駐拉所可城，即阿丕，至清代改為營官。
康熙五十五年（1716年），準噶爾亂藏欲東犯，阿丕營官名阿爾布巴，率兵於江達據守防禦有功，封為貝子，管理工布波密一帶事宜。乾隆十三年（1748年），置外委一員率兵以資鎮守。至宣統二年（1910年），川軍入藏，川軍標統陳慶率領官兵痛擊藏兵，事平。後辦招安．阿丕營官與底穆宗營官一同招誠內附，經駐藏大臣聯豫奏設江達理事官，翌年（1911年）復置工布設治局。
民國元年（1912年）經略使尹昌衡擬定江達為太昭府，以張茂林為知事，嗣後，通稱為太昭縣。